# ERC Hannover Ice Lions
Die ERC Hannover Ice Lions sind eine Para-Eishockeymannschaft aus Hannover. Der Verein ist mit 14 Deutschen Meistertiteln das erfolgreichste Team dieser paralympischen Sportart in Deutschland.

## Geschichte
Gegründet wurde die Mannschaft als RSG Hannover '94 und war damit der erste Sledge-Eishockeyclub des Landes. Sie startete unter dem Namen ESC Hannover Scorpions in der im Jahr 2000 gegründeten Deutschen Sledge-Eishockey Liga und konnte die ersten sieben Meisterschaften in Folge gewinnen. 2008 musste man erstmals den Meistertitel an die SG Kamen/Wiehl abgeben.
Im Jahr 2009 wechselte die Mannschaft nach Langenhagen und nahm den Namen Ice Lions an. Die Mannschaft spielt in der (DSL) und gewann 11 der 12 DSL-Meisterschaften. In den folgenden vier Jahren gewann das Team vier weitere deutsche Meisterschaften, wobei in den ersten drei Spieljahren nur ein Spiel verloren ging.
Die sportlichen Erfolge führten 2010 zur Verleihung der Niedersächsischen Sportmedaille. „Im Bereich des niedersächsischen Spitzensports gehören zu den Ausgezeichneten: Sledge-Eishockey-Mannschaft Ice Lions Langenhagen – zum ersten Mal wurde eine Mannschaft für hohe sportliche Leistungen mit der niedersächsischen Sportmedaille ausgezeichnet – die Mannschaft wurde mehrfacher Deutscher Meister und stellt das Gerüst der Nationalmannschaft.“
Im Sommer 2017 wurde die Eishalle Langenhagen geschlossen, so dass die Ice Lions ihr Heimturnier im Februar 2018 im Eisstadion am Pferdeturm austrugen. Zur Saison 2018/19 wurden die Ice Lions eine Abteilung des ERC Hannover.

## Saisonstatistik
Abkürzungen: Sp = Spiele, S = Siege, SnP = Siege nach Penaltyschießen, U = Unentschieden, NnP = Niederlagen nach Penaltyschießen, N = Niederlagen, ET = Erzielte Tore, GT = Gegentore, TD = Tordifferenz, Pkt = Punkte
| Saison  | Sp | S  | SnP | U | NnP | N | ET  | GT | TD   | Pkt | Platzierung                 |
| 2000/01 | 4  | 4  | –   | 0 | –   | 0 | 34  | 2  | +32  | 8   | 1. Platz, Deutscher Meister |
| 2001/02 | 8  | 8  | –   | 0 | –   | 0 | 116 | 2  | +114 | 24  | 1. Platz, Deutscher Meister |
| 2002/03 | 6  | 6  | –   | 0 | –   | 0 | 58  | 8  | +50  | 12  | 1. Platz, Deutscher Meister |
| 2003/04 | 6  | 6  | –   | 0 | –   | 0 | 47  | 5  | +42  | 18  | 1. Platz, Deutscher Meister |
| 2004/05 | 8  | 7  | –   | 0 | –   | 1 | 66  | 6  | +60  | 14  | 1. Platz, Deutscher Meister |
| 2005/06 | 8  | 7  | –   | 1 | –   | 0 | 88  | 5  | +83  | 15  | 1. Platz, Deutscher Meister |
| 2006/07 | 8  | 7  | –   | 0 | –   | 1 | 93  | 9  | +84  | 21  | 1. Platz, Deutscher Meister |
| 2007/08 | 8  | 6  | 0   | – | 1   | 1 | 60  | 13 | +47  | 19  | 2. Platz                    |
| 2008/09 | 10 | 10 | 0   | – | 0   | 0 | 95  | 5  | +90  | 30  | 1. Platz, Deutscher Meister |
| 2009/10 | 10 | 9  | 0   | – | 0   | 1 | 77  | 17 | +60  | 27  | 1. Platz, Deutscher Meister |
| 2010/11 | 10 | 10 | 0   | – | 0   | 0 | 89  | 7  | +82  | 30  | 1. Platz, Deutscher Meister |
| 2011/12 | 10 | 8  | 0   | 0 | 2   | 0 | 69  | 11 | +58  | 26  | 1. Platz, Deutscher Meister |
| Gesamt  | 96 | 88 | 0   | 1 | 1   | 6 | 892 | 90 | +802 | 244 |                             |